# Oeversee
Oeversee település Németországban, Schleswig-Holstein tartományban. Lakosainak száma 3621 fő (2023. december 31.). Oeversee Handewitt, Freienwill, Großsolt, Sieverstedt, Tarp és Wanderup községekkel határos.

## Népesség
A település népességének változása:
| Lakosok száma | 3415 | 3409 | 3473 | 3595 | 3621 |
|               | 2017 | 2019 | 2021 | 2022 | 2023 |